# Abdallah Benmenni
Abdallah Benmenni (19 de agosto de 1986) es un jugador de balonmano argelino. Jugador internacional desde 2012, ha participado en citas internacionales como los Campeonatos Mundiales de Balonmano de Catar 2015 y Egipto 2021 y los Juegos del Mediterráneo de 2013 y 2019.

## Trayectoria deportiva
Comenzó su trayectoria deportiva en el GSP (Groupement Sportif des Pétroliers), actualmente Mouloudia Club d'Alger, principal equipo de balonmano de la liga argelina. Con un 1,94 de altura, ocupa la posición de portero. 
Desde 2012 es internacional con la selección argelina de balonmano.
Compagina su actividad como jugador profesional con sus estudios universitarios en la Universidad Argel 3.

## Palmarés y participaciones

### Clubes
- Campeón de la Liga argelina de Balomano (División de Honor) con el GS Pétroliers (actualmente Moulodia Club d'Alger) en 9 ocasiones
- 10 veces campeón de la Copa de Argelia de Balonmano
- Campeón de África de Clubes en 2 ocasiones
- 5 veces campeón de la Supercopa de África de Clubes

### Selección Argelina
- Participante en los Campeonatos del Mundo de Catar 2015 y Egipto 2021
- 5º puesto en los Juegos Mediterráneos de Tarragona 2018[1]
- 8º puesto en los Juegos Mediterráneos de Mersin 2013[2]
- 6º puesto en el Campeonato de África de 2018
- 4º puesto en el Campeonato de África de 2016
- 4º puesto en los Juegos Panafricanos de 2019